# East India Club

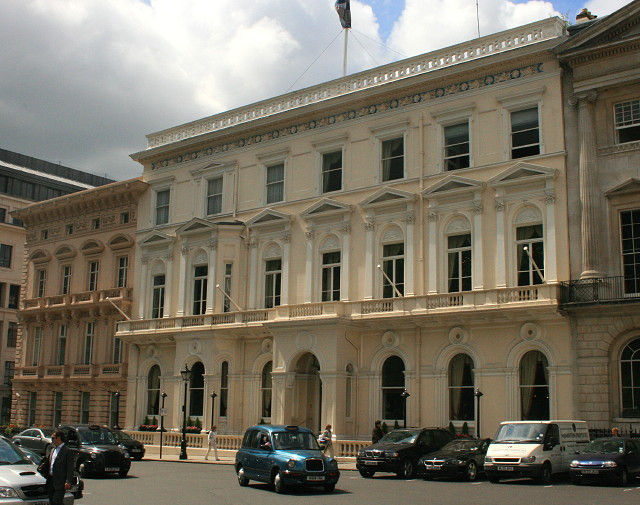
Clubgebäude des East India Clubs

Der East India, Devonshire, Sports and Public Schools’ Club, üblich kurz East India Club, ist einer der angesehensten englischen Gentlemen’s Clubs. Der Club wurde 1849 im Clubhaus am St. James’s Square in London gegründet. Die Mitgliedschaft ist ausschließlich auf Männer begrenzt. Frauen dürfen den Club zwar als Gäste von Mitgliedern besuchen, können aber selbst keine Mitgliedschaft erhalten. Aufgrund einer Vereinigung mit dem Public Schools Club kommt ein Großteil der Mitglieder inzwischen von den exklusiven „Public Schools“. Bewerber müssen von einem Mitglied vorgeschlagen und von einem weiteren Mitglied bestätigt werden, bevor die Bewerbung zur Entscheidung an das Club-Komitee geht.
Der Club wurde im 19. Jahrhundert als Club für Mitglieder und Offiziere der East India Company gegründet. Nachdem die East India Company in Folge des Indischen Aufstands von 1857 aufgelöst worden war, verlor der Club diese Verbindung. Im Laufe des letzten Jahrhunderts hat sich der Club mit dem Devonshire Club, dem Sports Club, dem Eccentrics Club und dem Public Schools Club vereinigt, nachdem diese zunehmend in finanzielle Schwierigkeiten gerieten.
Bis zu seinem Umzug nach Dublin kam auch der International Rugby Board hier zusammen. Das Clubhaus enthält Restaurant, Bar, mehrere Salons, Konferenzräume, Fitnessstudio sowie 67 Schlafzimmer für Mitglieder. Der Club hat zudem gegenseitige Vereinbarungen mit mehr als 100 privaten Clubs weltweit, die es Mitgliedern erlauben, dort als Gäste von diesen Gebrauch zu machen.
Die Nachricht des Sieges in der Schlacht bei Waterloo wurde hier dem damaligen Prinzregenten Georg IV. überreicht und vom Balkon des jetzigen Waterloo Room dem Volk verkündet. Das Gebäude diente 1820 ebenfalls als Residenz der Königin von England während des Pains and Penalties Prozesses.

## Nennenswerte Mitglieder
Eine kleine Auswahl früherer und derzeitiger Mitglieder:
- Prinz Arthur, 1. Duke of Connaught and Strathearn
- General Sir Reginald Alexander Dallas Brooks
- Godfrey Bloom, MdEP
- David Campbell Bannerman, MdEP
- Lord Randolph Henry Spencer-Churchill
- Spencer Cavendish, 8. Duke of Devonshire
- Joseph Chamberlain
- Austen Chamberlain
- Sebastian Coe, Baron Coe
- Geoffrey Dear, Baron Dear
- Sir Henry Bartle Edward Frere, 1. Baronet
- Friedrich VIII. von Schleswig-Holstein
- Prinz George, 2. Duke of Cambridge
- Frederick Hamilton-Temple-Blackwood, 1. Marquess of Dufferin and Ava
- Bret Harte
- George Holding
- Oliver Wendell Holmes, Jr.
- Großadmiral Louis Mountbatten, 1. Earl Mountbatten of Burma
- Feldmarschall Robert Napier, 1. Baron Napier of Magdala
- Whitelaw Reid
- Feldmarschall Frederick Roberts, 1. Earl Roberts
- Arthur Russell, 2. Baron Ampthill
- Duleep Singh, Maharadscha des Reichs der Sikh
- John Stevens, Baron Stevens of Kirkwhelpington